# Chile na Letnich Igrzyskach Olimpijskich 1920
Chile na Letnich Igrzyskach Olimpijskich 1920, reprezentowane było przez 2 sportowców (tylko mężczyzn). Był to 3. start reprezentacji w historii letnich olimpiad.

## Reprezentanci

### Lekkoatletyka
Mężczyźni
- Juan Jorquera
  - maraton – 33. miejsce

- Arturo Medina
  - rzut oszczepem – 16. miejsce